# Stade montois rugby
Lo Stade Montois o Mont-de-Marsan, è un club di rugby francese, con sede a Mont-de-Marsan, e partecipa al campionato di seconda divisione Pro D2.

## Palmarès
- Campionati francesi: 1
  - Campioni: 1963
- Coppe di Francia: 3
  - Campioni: 1960, 1961, 1962